# Åmträskberget
Åmträskberget är ett naturreservat i Lycksele kommun i Västerbottens län.
Området är naturskyddat sedan 1997 och är 42 hektar stort. Reservatet omfattar bergets branta sydsluttning ner mot Åmträsket. Reservatet består av gammal, starkt brandpräglad tallskog.